# Hans-Ludwig Schilling
Hans-Ludwig Schilling (Mayen, 9 de março de 1927 — 18 de agosto de 2012) foi um compositor alemão e professor de música.

## Vida
Desde tenra idade, Schilling recebeu instrução musical de seu avô, Johann Stoll. Aos 13 anos teve aulas com os professores de Colônia Heinrich Lemacher (teoria) e Bram Eldering (violino). Estudou composição com Harald Genzmer, Paul Hindemith, Nadia Boulanger, Antoine-Elisée Cherbuliez e Wolfgang Fortner. Além de piano e fagote, também se formou em filosofia, literatura e musicologia. Após missões de ensino anteriores (Freiburg i. Br. e Karlsruhe) dirige o departamento de teoria da composição-musicologia do Conservatório Meistersinger em Nuremberg desde 1973.

## Obras
Os pontos focais na obra composicional em todos os gêneros musicais, exceto ópera (360 títulos) são a música de sopro, órgão e coral. Há também 16 concertos solo com orquestra e música de sopro sinfônica ao lado de outras obras orquestrais.
- Concerto Tuba & Co Orquestra de Cordas ISMN M-2054-0523-6
- Christmas Partita No. 1, Trompete B/C, Cordas (2 Violinos, Viola, Violoncelo, Contrabaixo), ISMN M-2054-0634-9
- Christmas Partita No. 1, Trompete Bb/C, Órgão, ISMN M-50000-091-4
- Christmas Partita No. 2, trompete B/C, cordas (2 violinos, viola, violoncelo, contrabaixo)
- Christmas Partita No. 2, Trompete Bb/C, Órgão, ISMN M-50000-233-8
- Bagatelles en suite, clarinete ou clarinete baixo, ISMN M-50000-815-6
- Hino de Páscoa, trompete Bb/C, órgão, ISMN M-50000-092-1
- Concerto em um movimento, 2 trompetes Bb/C, órgão, ISMN M-2054-0571-7
- Improviso, (4)/3 trombones, ISMN M-2054-0572-4
- Canto á sentimento, trompete Bb/C, órgão, ISMN M-2054-0154-2
- Tak - Órgão de agradecimento, ISMN M-2054-0141-2
- IV Pezzi Notturni, Vl, Va, Vc, ISMN M-2054-0138-2
- Salonstücke, (3)m violino, piano ISMN M-2054-0139-9
- Trois Èpisodes Lyriques, violino, piano ISMN M-2054-0136-8
- Três Peças Líricas, Trombeta B/C ou (flugelhorn), Órgão: No. 1 Consolati, ISMN M-50000-124-9; Nº 2 Lamento, ISMN M-50000-126-3; No. 3 Oratio, ISMN M-50000-125-6
- Missa Brevis "Eibacher Messe", coro misto (SATB) a cappella ou com órgão colla parte, ISMN M-2054-0595-3
- Sonatina, trompete, piano, ISMN M-50000-173-7
- Sonatina "Positano", solo de flauta, ISMN M-2054-0140-5
- Sonatina 2003 clarinete, piano, ISMN M-2054-0493-2
- Suite Trombola, 4 trompetes (Bb ou C); Edições Bim
- Adagio Lamentoso, Trio de Cordas: Vl, Va, Vc, ISMN M-2054-0137-5
- Suite in Memoriam Paul Hindemith , solo de violino, ISMN M-2054-0491-8
- Divertimento, trompete B/C, oboé, fagote, cravo, contrabaixo, ISMN M-2054-0492-5
- St. Edmundsbury Music (Canzon'e Ricercare a 7), Brass Septet: 3 trompetes B/C, trompa, 2 trombones, tuba ou Brass Septet: 3 trompetes B/C, trompa, 2 trombones, tuba, ISMN M-2054- 0489-5
- Suíte Floriani, trompete, ISMN M-50000-597-1
- Sonatina Capricciosa, clarinete, piano, ISMN M-50000-599-5
- Mimus, clarinete, piano, ISMN M-50000-598-8
- Favorito, trompetes, piano, ISMN M-50000-588-9
- Suite Palatium, 3 trombetas, ISMN M-50000-593-3
- Amalfi, solo de flauta, ISMN M-50000-594-0
- Do Jardim de Schubert, (Suite 1997), flauta e violão, Edição CANAVAS
- Duo concertante, 2 guitarras, Edição CANAVAS
- Suite para Orquestra Dedilhada, Orquestra Dedilhada, Edição CANAVAS